# Ле Хёкс, Герард
Герард Виллем ле Хёкс (нидерл. Gerard Willem le Heux, 7 мая 1885, Девентер — 8 июня 1973, Гаага) — нидерландский офицер, призёр Олимпийских игр.

## Биография
Родился в 1885 году в Девентере. В 1928 году на Олимпийских играх в Амстердаме завоевал бронзовую медаль в командном первенстве в выездке, а в личном первенстве стал 12-м. В 1936 году на Олимпийских играх в Берлине нидерландская сборная стала 5-й в командном первенстве в выездке, а в личном первенстве Герард ле Хёкс стал 19-м.